# Jonatan Berggren
Pour les articles homonymes, voir Berggren.
Jonatan Berggren (né le 16 juillet 2000 à Uppsala en Suède) est un joueur professionnel suédois de hockey sur glace. Il évolue au poste d'attaquant.

## Biographie

### Carrière en club
Formé au Enköpings SK, il rejoint les équipes de jeunes du  Skellefteå AIK en 2015. En 2018, il commence sa carrière en sénior avec le Skellefteå AIK dans la SHL. Il est choisi au 2e tour, en 33e position par les Red Wings de Détroit lors du repêchage d'entrée dans la LNH 2018. En 2021, il part en Amérique du Nord et est assigné aux Griffins de Grand Rapids, club-école des Red Wings dans la Ligue américaine de hockey. Le 10 novembre 2022, il joue son premier match dans la Ligue nationale de hockey avec les Red Wings face aux Rangers de New York et enregistre une assistance. Il marque son premier but dans la LNH le 15 novembre 2023 chez les Ducks d'Anaheim.

### Carrière internationale
Il représente la Suède au niveau international. Il prend part aux sélections jeunes.

## Statistiques

### En club
| Saison     | Équipe                   | Ligue      |    | Saison régulière | Saison régulière | Saison régulière | Saison régulière | Saison régulière |   | Séries éliminatoires | Séries éliminatoires | Séries éliminatoires | Séries éliminatoires | Séries éliminatoires |
| Saison     | Équipe                   | Ligue      | PJ | B                | A                | Pts              | Pun              | PJ               | B | A                    | Pts                  | Pun                  |                      |                      |
| 2017-2018  | Skellefteå AIK           | SHL        | 10 | 0                | 0                | 0                | 0                | 2                | 0 | 1                    | 1                    | 2                    |                      |                      |
| 2018-2019  | Skellefteå AIK           | SHL        | 16 | 0                | 3                | 3                | 4                | -                | - | -                    | -                    | -                    |                      |                      |
| 2019-2020  | Skellefteå AIK           | SHL        | 24 | 2                | 10               | 12               | 6                | -                | - | -                    | -                    | -                    |                      |                      |
| 2020-2021  | Skellefteå AIK           | SHL        | 49 | 12               | 33               | 45               | 18               | 12               | 0 | 4                    | 4                    | 2                    |                      |                      |
| 2022-2023  | Griffins de Grand Rapids | LAH        | 70 | 21               | 43               | 64               | 24               | -                | - | -                    | -                    | -                    |                      |                      |
| 2022-2023  | Red Wings de Détroit     | LNH        | 67 | 15               | 13               | 28               | 16               | -                | - | -                    | -                    | -                    |                      |                      |
| 2022-2023  | Griffins de Grand Rapids | LAH        | 7  | 4                | 3                | 7                | 2                | -                | - | -                    | -                    | -                    |                      |                      |
| 2023-2024  | Red Wings de Détroit     | LNH        | 12 | 2                | 4                | 6                | 2                | -                | - | -                    | -                    | -                    |                      |                      |
| 2023-2024  | Griffins de Grand Rapids | LAH        | 53 | 24               | 32               | 56               | 58               | 9                | 5 | 5                    | 10                   | 6                    |                      |                      |
| Totaux LNH | Totaux LNH               | Totaux LNH | 79 | 17               | 17               | 34               | 18               | -                | - | -                    | -                    | -                    |                      |                      |

### En équipe nationale
| Année | Compétition                          |   | PJ | B | A  | Pts | Pun | +/-                |  | Résultat |
| 2018  | Championnat du monde moins de 18 ans | 7 | 5  | 5 | 10 | 2   | +7  | Médaille de bronze |  |          |
| 2020  | Championnat du monde junior          | 7 | 1  | 4 | 5  | 2   | +1  | Médaille de bronze |  |          |
| 2023  | Championnat du monde                 | 8 | 2  | 5 | 7  | 2   | +5  | Sixième place      |  |          |